# Сен-Нікола-де-Бліктюї
Сен-Нікола́-де-Бліктюї́ (фр. Saint-Nicolas-de-Bliquetuit) — колишній муніципалітет у Франції, у регіоні Нормандія, департамент Приморська Сена. Населення — 570 осіб (2011).
Муніципалітет був розташований на відстані близько 140 км на північний захід від Парижа, 28 км на захід від Руана.

## Історія
До 2015 року муніципалітет перебував у складі регіону Верхня Нормандія. Від 1 січня 2016 року належав до нового об'єднаного регіону Нормандія.
1 січня 2016 року Сен-Нікола-де-Бліктюї і Ла-Майре-сюр-Сен було об'єднано в новий муніципалітет Арелон-ан-Сен.

## Демографія
Динаміка населення (INSEE ):
Розподіл населення за віком та статтю (2006):
| Стать | Всього | До 15 років | 15-24 | 25-44 | 45-64 | 65-85 | Понад 85 |
| --- | ------ | ----------- | ----- | ----- | ----- | ----- | -------- |
| Чоловіки | 280    | 64          | 32    | 88    | 64    | 32    | 0        |
| Жінки | 252    | 56          | 24    | 76    | 56    | 40    | 0        |
| \| Статево-вікова піраміда \| Статево-вікова піраміда \| Статево-вікова піраміда \| \| ----------------------- \| ----------------------- \| ----------------------- \| \| Чоловіки \| Вік \| Жінки \| \| 0 \| 85 + \| 0 \| \| 4 \| 80-84 \| 12 \| \| 4 \| 75-79 \| 4 \| \| 16 \| 70-74 \| 12 \| \| 8 \| 65-69 \| 12 \| \| 16 \| 60-64 \| 0 \| \| 12 \| 55-59 \| 16 \| \| 16 \| 50-54 \| 16 \| \| 20 \| 45-49 \| 24 \| \| 32 \| 40-44 \| 16 \| \| 32 \| 35-39 \| 36 \| \| 16 \| 30-34 \| 16 \| \| 8 \| 25-29 \| 8 \| \| 8 \| 20-24 \| 8 \| \| 24 \| 15-20 \| 16 \| \| 28 \| 10-14 \| 12 \| \| 16 \| 5-9 \| 28 \| \| 20 \| 0-4 \| 16 \| |        |             |       |       |       |       |          |
| Статево-вікова піраміда |        |             |       |       |       |       |          |
| Чоловіки | Вік    | Жінки       |       |       |       |       |          |
| 0 | 85 +   | 0           |       |       |       |       |          |
| 4 | 80-84  | 12          |       |       |       |       |          |
| 4 | 75-79  | 4           |       |       |       |       |          |
| 16 | 70-74  | 12          |       |       |       |       |          |
| 8 | 65-69  | 12          |       |       |       |       |          |
| 16 | 60-64  | 0           |       |       |       |       |          |
| 12 | 55-59  | 16          |       |       |       |       |          |
| 16 | 50-54  | 16          |       |       |       |       |          |
| 20 | 45-49  | 24          |       |       |       |       |          |
| 32 | 40-44  | 16          |       |       |       |       |          |
| 32 | 35-39  | 36          |       |       |       |       |          |
| 16 | 30-34  | 16          |       |       |       |       |          |
| 8 | 25-29  | 8           |       |       |       |       |          |
| 8 | 20-24  | 8           |       |       |       |       |          |
| 24 | 15-20  | 16          |       |       |       |       |          |
| 28 | 10-14  | 12          |       |       |       |       |          |
| 16 | 5-9    | 28          |       |       |       |       |          |
| 20 | 0-4    | 16          |       |       |       |       |          |

## Економіка
2010 року серед 377 осіб працездатного віку (15—64 років) 271 була активною, 106 — неактивними (показник активності 71,9%, у 1999 році було 67,9%). З 271 активної мешканців працювало 249 осіб (141 чоловік та 108 жінок), безробітними було 22 (11 чоловіків та 11 жінок). Серед 106 неактивних 25 осіб було учнями чи студентами, 49 — пенсіонерами, 32 були неактивними з інших причин.

У 2010 році в муніципалітеті числилось 202 оподатковані домогосподарства, у яких проживали 565,5 особи, медіана доходів виносила 19 488 євро на одного особоспоживача